# Randy Spelling
 (avril 2017).
Si vous disposez d'ouvrages ou d'articles de référence ou si vous connaissez des sites web de qualité traitant du thème abordé ici, merci de compléter l'article en donnant les références utiles à sa vérifiabilité et en les liant à la section « Notes et références ».
Pour les articles homonymes, voir Spelling.
Randall Gene "Randy" Spelling (9 octobre 1978 à Los Angeles en Californie, États-Unis) est un acteur américain, plus connu pour son rôle récurrent de Sean Richards dans la série télévisée Sunset Beach ainsi que pour ses apparitions dans Beverly Hills 90210 parmi divers soap operas.

## Biographie
Il est le fils du producteur Aaron Spelling, et le jeune frère de Tori Spelling.
Il adore jouer au volleyball, au basketball ainsi qu'au tennis.
D'après Randy, il est très ami avec Susan Ward (qui a également joué dans Sunset Beach (1997) et Couleur Pacifique (1996)), ainsi qu'avec Cristi Harris (qui a été la partenaire dans Sunset Beach (1997)).
Il est le beau frère de Dean McDermott et l'ex-beau frère de Charlie Shanian.
Il fut arrêté le 23 juillet 2001 dans le quartier de West Hollywood, Californie pour conduite en état d'ivresse.

## Filmographie

### Roles principaux
- Malibu Shores (1996)  'Flipper' Gage
- Sunset Beach (1997–99) Sean Richards
- Sons of Hollywood (2007) Lui-même

### Apparences
- Beverly Hills, 90210 Ryan Sanders/Kenny (1992–2000: 14 episodes)
- 7th Heaven Alex Mandelbaum (2004: un episode)

### Film/mini-series
- Held for Ransom (2000), Dexter
- National Lampoon Presents Dorm Daze (2003), Foosball
- Hoboken Hollow (2005) Parker Hilton
- Hot Tamale (2006), Harland Woodriff
- National Lampoon's Pledge This! (2006), Kelly
- Cosmic Radio (2007), Marty
- Dimples (2008), Billy